# Kamienica przy ul. Braci Gierymskich 14 w Kłodzku
Kamienica przy ul. Braci Gierymskich 14 – pochodząca z XVII wieku barokowa kamienica, położona w obrębie starówki.

## Historia
Budynek pochodzi z XVIII wieku, został przerobiony około 1900 roku. 
Decyzją wojewódzkiego konserwatora zabytków z dnia 9 stycznia 1964 roku kamienica została wpisana do rejestru zabytków

## Architektura
Dom jest skromny, posiada długi front i dwie kondygnacje. Elewacja jest ośmioosiowa, a budynek jest nakryty dachem kalenicowym. Portal jest barokowy, gładki, koszowy. Nad portalem umieszczono wypukłorzeźbę lwa, bardzo realistyczną. Ta wątpliwej wartości ozdoba pochodzi z przełomu XIX i XX wieku.

## Galeria

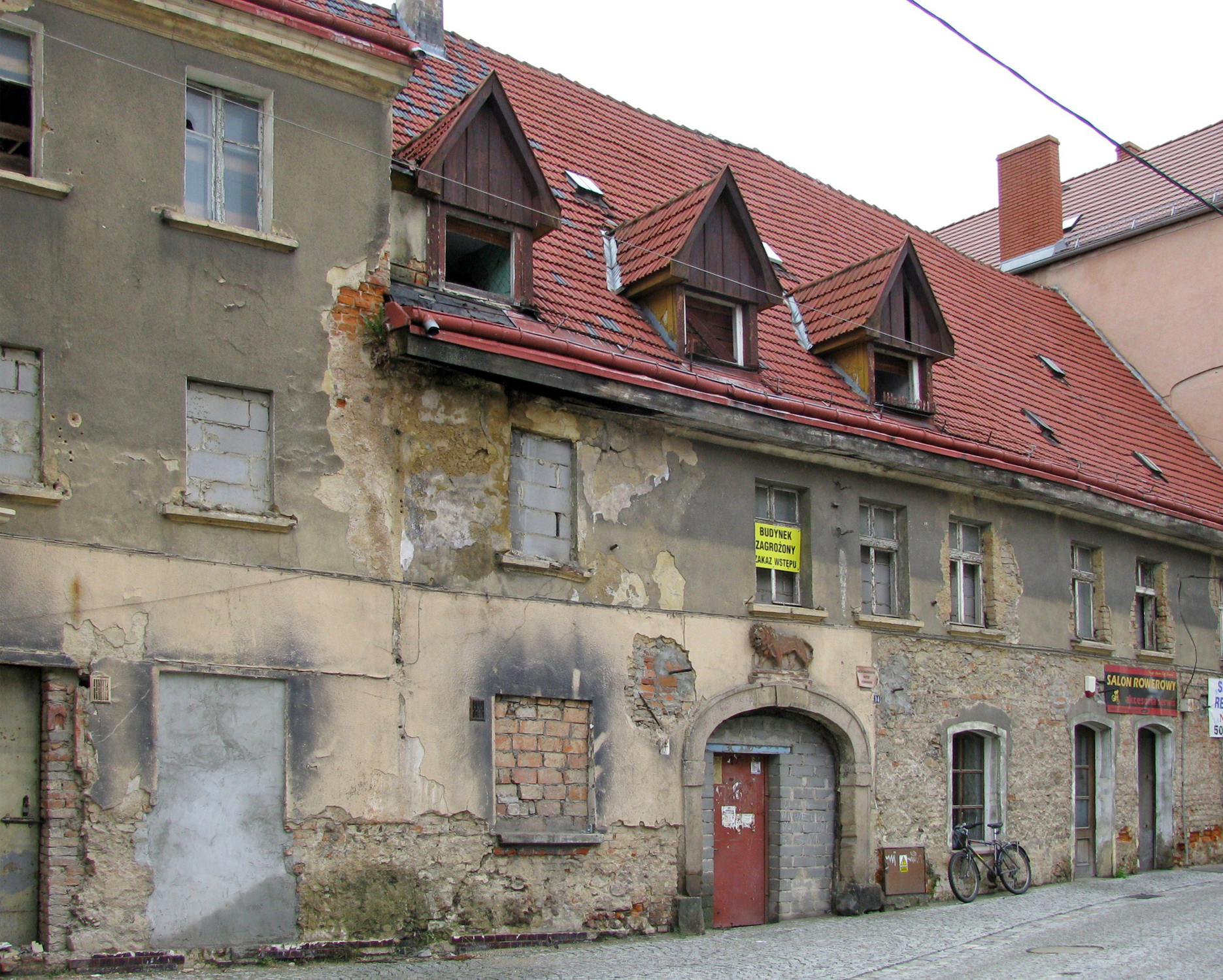
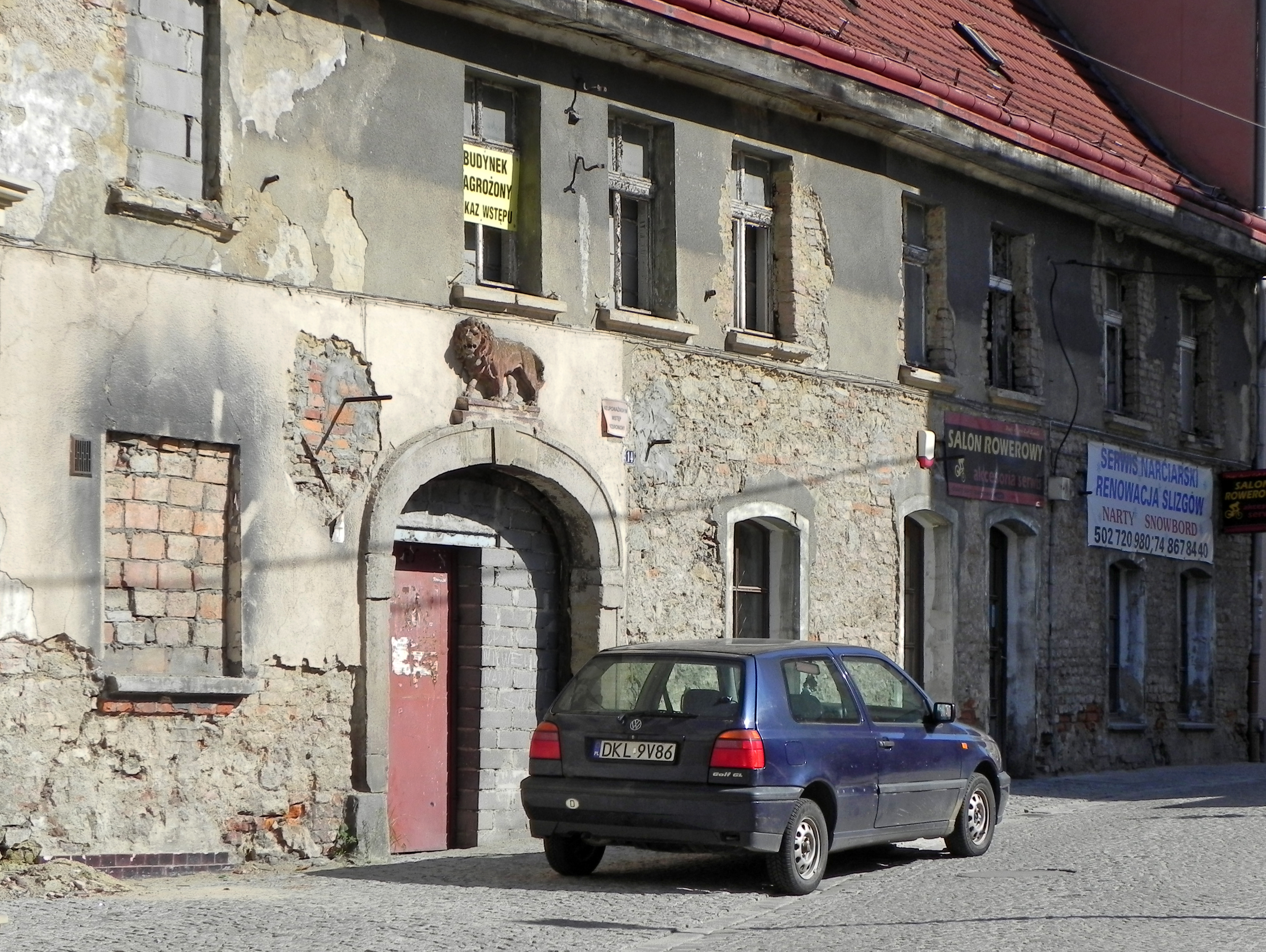
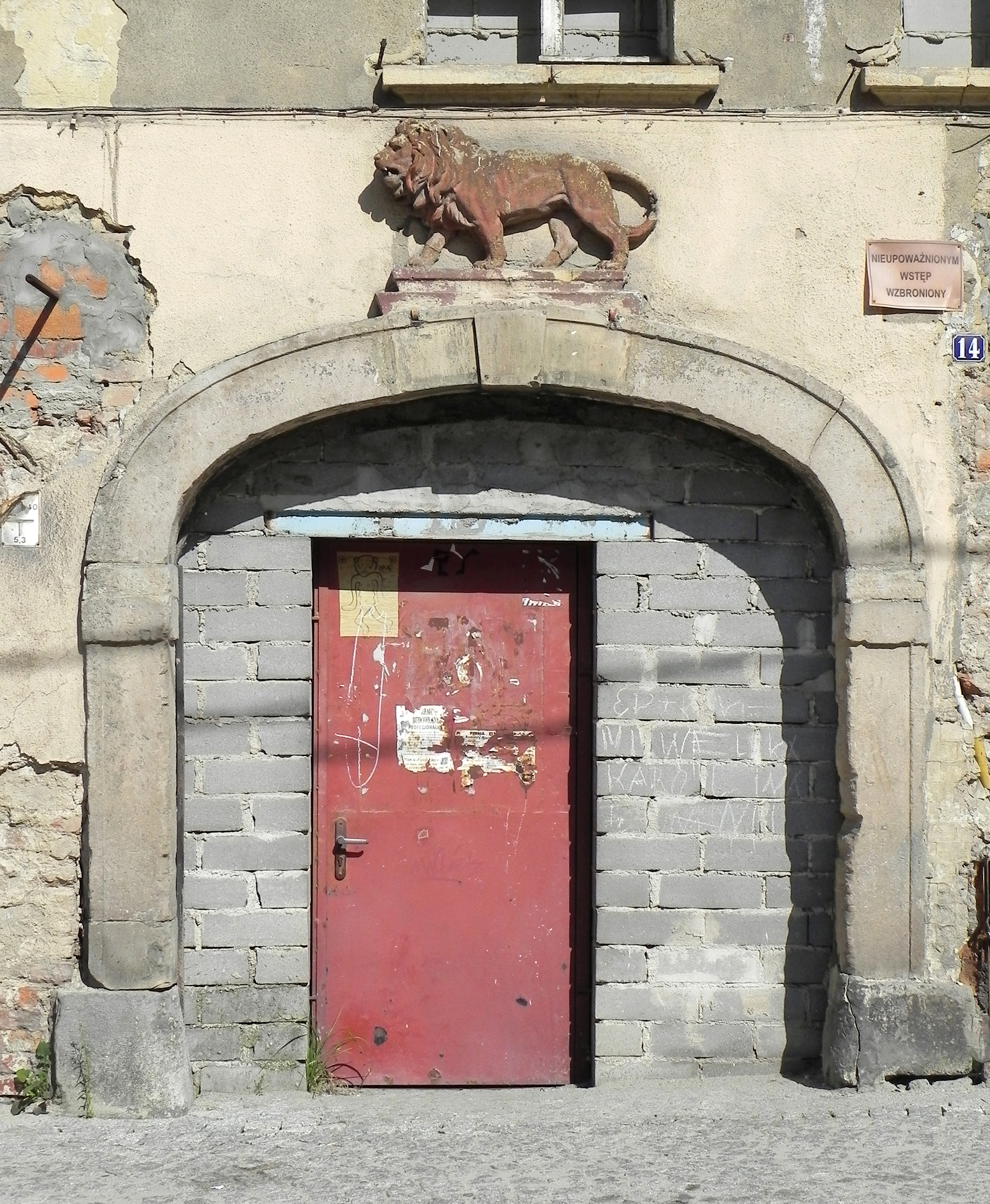
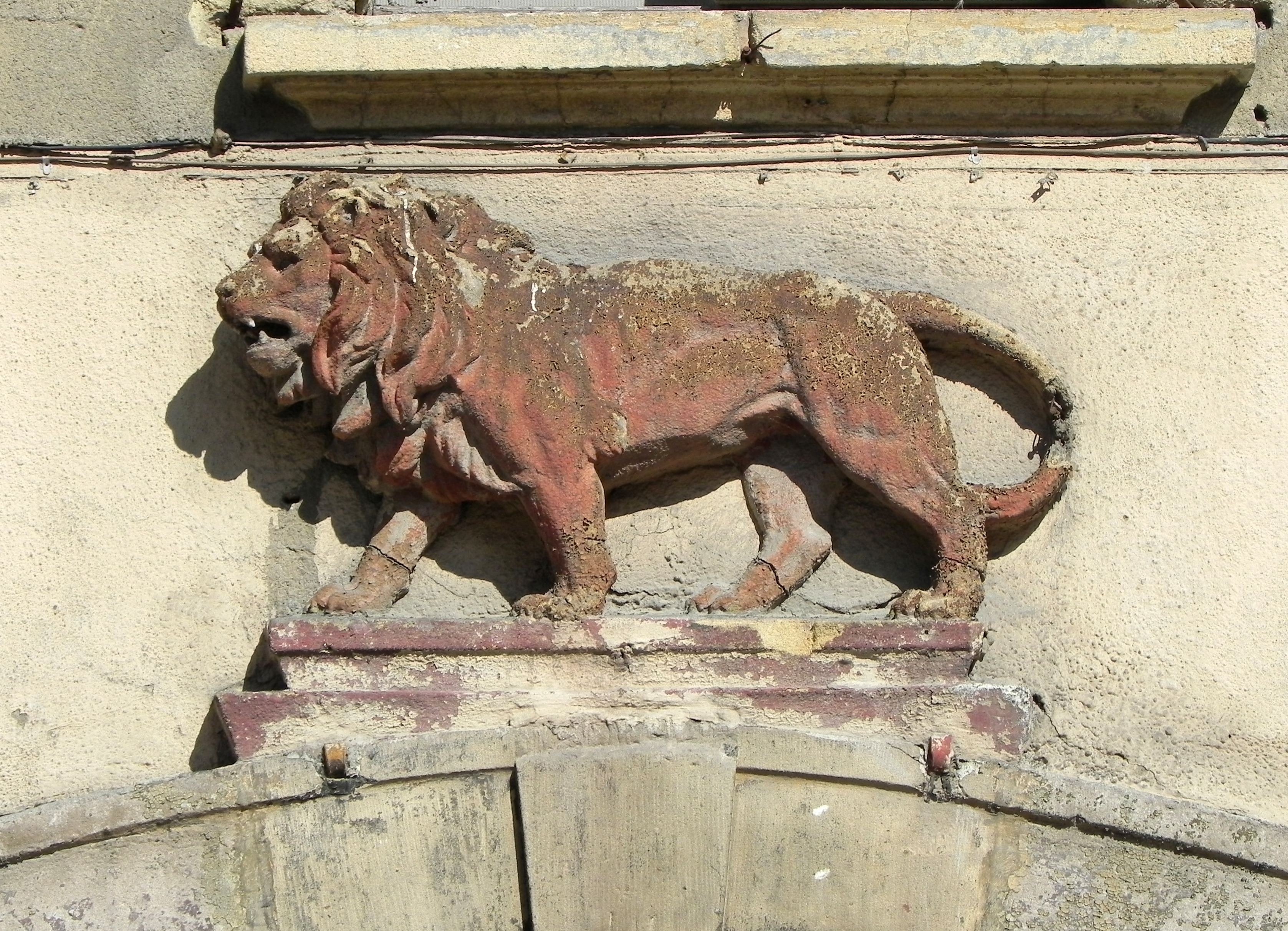
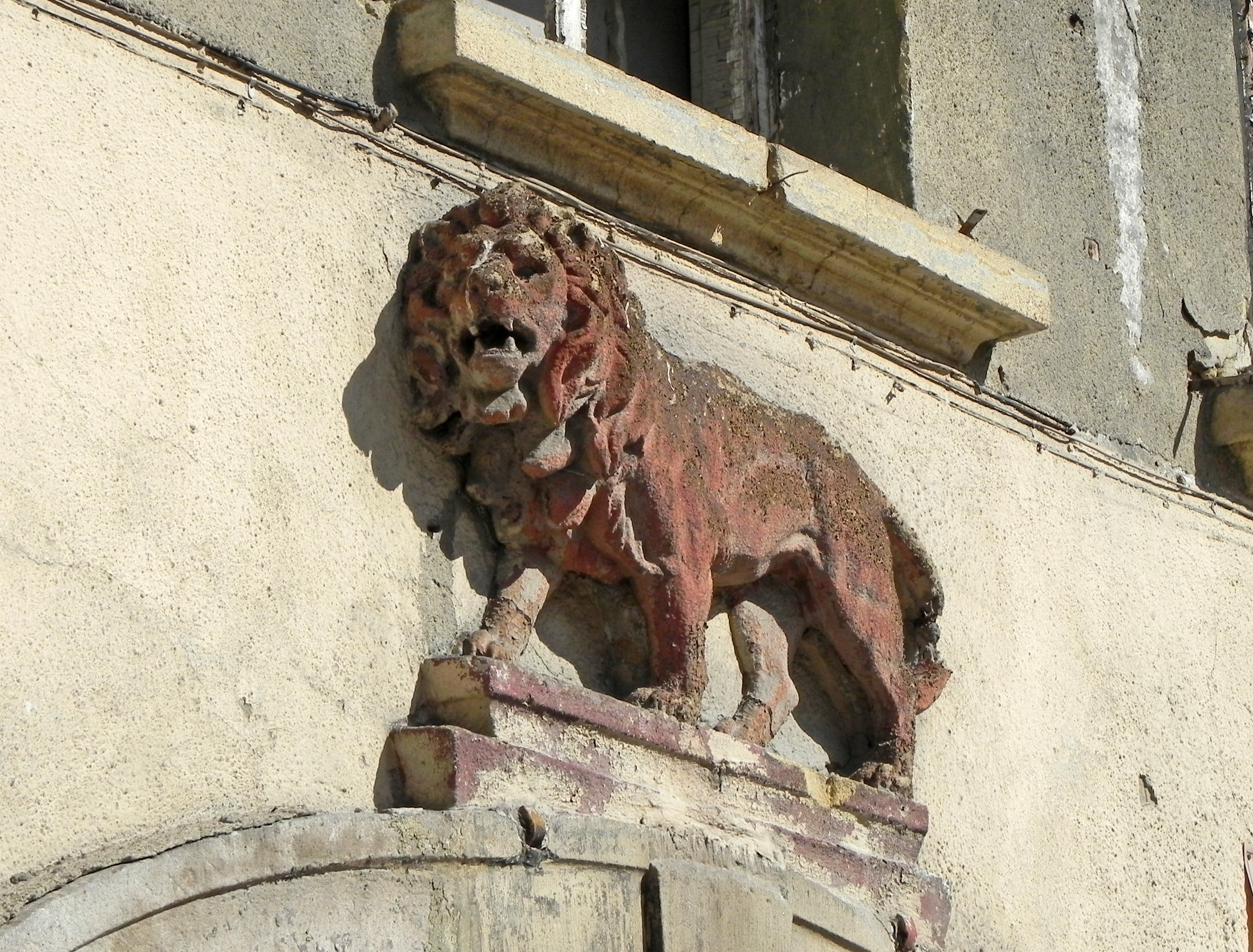